# Бангладеш на летних Олимпийских играх 2004
Сборная Бангладеш принимала участие в Летних Олимпийских играх 2004 года в Афинах (Греция) в шестой раз за свою историю, но не завоевала ни одной медали. Сборную страны представляли трое мужчин и одна женщина, которые участвовали в соревнованиях по плаванию, стрельбе и лёгкой атлетике.
Самым молодым участником бангладешской сборной был 18-летний стрелок Асиф Хан, ему же было доверено нести флаг страны на церемонии открытия Игр. Самым старшим бангладешским олимпийцем на этих играх был Ахмед Мухаммад Джуел (21 год). 

## Результаты

### Лёгкая атлетика
Мужчины
| Спортсмен          | Соревнование      | Отборочный | Отборочный | Квалификация  | Квалификация  | Полуфинал     | Полуфинал     | Финал         | Финал         |
| Спортсмен          | Соревнование      | Результат  | Место      | Результат     | Место         | Результат     | Место         | Результат     | Место         |
| ------------------ | ----------------- | ---------- | ---------- | ------------- | ------------- | ------------- | ------------- | ------------- | ------------- |
| Мохаммад Шамсуддин | Бег на 100 метров | 11.13      | 8          | не участвовал | не участвовал | не участвовал | не участвовал | не участвовал | не участвовал |

### Стрельба
Мужчины
| Спортсмен | Соревнование                       | Квалификация | Квалификация | Финал         | Финал         |
| Спортсмен | Соревнование                       | Очки         | Место        | Очки          | Место         |
| --------- | ---------------------------------- | ------------ | ------------ | ------------- | ------------- |
| Асиф Хан  | Пневматическая винтовка, 10 метров | 587          | 35           | не участвовал | не участвовал |

### Плавание
Мужчины
| Athlete              | Event                    | Heat  | Heat  | Semifinal     | Semifinal     | Final         | Final         |
| Athlete              | Event                    | Время | Место | Время         | Место         | Время         | Место         |
| -------------------- | ------------------------ | ----- | ----- | ------------- | ------------- | ------------- | ------------- |
| Ахмед Мухаммад Джуел | 50 метров вольным стилем | 25.47 | 63    | не участвовал | не участвовал | не участвовал | не участвовал |

Женщины
| Спортсмен  | Соревнование             | Отборочные | Отборочные | Полуфинал      | Полуфинал      | Финал          | Финал          |
| Спортсмен  | Соревнование             | Время      | Место      | Время          | Место          | Время          | Место          |
| ---------- | ------------------------ | ---------- | ---------- | -------------- | -------------- | -------------- | -------------- |
| Доли Ахтер | 50 метров вольным стилем | 30.72      | 61         | не участвовала | не участвовала | не участвовала | не участвовала |